# Geodia stellata
Geodia stellata är en svampdjursart som beskrevs av Lendenfeld 1907. Geodia stellata ingår i släktet Geodia och familjen Geodiidae. Inga underarter finns listade i Catalogue of Life.